# Steinbach-Hallenberg
Steinbach-Hallenberg település Németországban, azon belül Türingiában. Lakosainak száma 9273 fő (2023. december 31.). Steinbach-Hallenberg Christes, Schmalkalden, Floh-Seligenthal, Oberhof és Schwarza községekkel határos.

## Népesség
A település népességének változása:
| Lakosok száma | 4887 | 9681 | 9435 | 9408 | 9273 |
|               | 2017 | 2019 | 2021 | 2022 | 2023 |